# Москвич Алеко
Москвич „Алеко“ с (експортно наименование – ALEKO, от Автозавод Ленинского Комсомола) – това са съветски и руски леки автомобили от трета група на малкия клас (сегмент D) с купе тип „хетчбек“, произвеждани в периода 1986 – 1998 г. в Автомобильном заводе имени Ленинского Комсомола (АЗЛК). Моделът е сглобяван и в българския завод „Балкан“ в град Ловеч.
Дори и след прекратяване на дейността в завода АЗЛК, производството на „Москвич 2141(-02)“ (и пикапа, базиран на него) продължава в дъщерни предприятия до 2002 година, когато се изчерпват машинокомплектите.

## История

### Предистория
Фирма АЗЛК дълги години активно разработва и произвежда автомобили със задно предаване, в класа между моделите на ВАЗ и „Волга“. Към средата на седемдесетте години работата по прототипите Москвичи серии 3-5 и Москвичи серии С е доведена до стадии на предсерийни образци. Да влязат в серийно производство прототипите така и не успяват, поради започналата през есента на 1976 г. смяна на ръководството в АЗЛК и други причини. Един от разработчиците, дизайнерът Игор Зайцев, си спомня:
| “ | Напълно се смени ръководството на завода – дойде „зиловска“ команда (т.е. от завода за камиони ЗИЛ) със смътна представа за лекото автомобилостроене. Започнаха реорганизации и безконечно търсене на задграничен партньор с готови модели и отработена технология, по аналогия с ВАЗ и FIAT. Имаше и добри предложения. Например Citroen се съгласи да организира в АЗЛК производство на перспективния тогава модел ВХ, но с обикновено пружинно окачване вместо с фирмената „хидропневматика“. Не се разбрахме поради цената. Концернът FIAT ни предложи за производство бъдещия Tipo – не ни устройваше срока. Немците от Porsche ни предлагаха за съвместна разработка автомобил, ескизите на който напомняха на Volkswagen Bora… Нищо от тази бурна деятелност не завърши и на ръководството се наложи да се върне към собствените разработки на завода. Москвич С-2 не устройваше началството със своята излишна самобитност: за своя беда той не приличаше на нито един от „задграничните аналози“. Затова през октомври 1976 година се появи макет на серия С-3 – окончателна, както тогава изглеждаше, версия на приемника на стария Москвич-2140. Машината се получи привична, без спорни детайли. | ” |

В това време, без да се отчете наличието в АЗЛК на „предсерийния“ прототип С-3 със задно предаване, в отрасловото министерство „Минавтопром“ е прието решение, че АЗЛК е длъжен да разработи за производство семейство автомобили с предно предаване, като по-съвременни. Съответното указание е спуснато на завода за изпълнение.

### Начален период
Преходът към схема с предно предаване означавал не само забвение за огромния труд по разработката на сериите със задно предаване „3 – 5“ и „С“, но и още по-голямо забавяне на обновленията в моделния порядък на АЗЛК – цикъл на разработка „от нула“ на модел, построен по съвършено непозната на завода схема, която изисква огромен обем изследователско-конструкторска работа. За ускоряване на разработката е прието решение от Минавтопром да се ползва за първообраз вносен автомобил – френско-американския модел Simca 1308, производство на европейското отделение на корпорацията Крайслер, отличен с титла „Автомобил на 1976 година в Европа“. Искането на отрасловото министерство да се копира чуждестранен модел е било възприето от колектива на завода като оскръбление, както си спомня един от ръководителите на групата дизайнери Игор Зайцев:
| “ | Донесоха ни купе от „Симка“, на базата на което предстоеше да направим макет-агрегатоносител за изучаване на особеностите на схемата с предно предаване. Просто ѝ отрязахме предницата и пригодихме нова – с надлъжно разположен двигател „412“. Този прототип ние нарекохме „Максимка“. На министър Поляков той много се хареса – а за нашия собствен „Москвич“ С-3, опитния образец от това време, Поляков казваше: „Где вы видели такие автомобили? Таких машин не бывает!“. После купиха няколко Симки, едната от тях разглобиха: агрегатите отправиха в лабораторията за изпитания, а купето дадоха на нас. Директно върху него ние „лепихме“ бъдещия „Москвич-2141“. Това беше много трудно: месец и половина – два аз не можех да заставя своя екип да работи по този макет! Дотолкова всички бяха оскърбени и унижени от това, че ни заповядат да вземем не просто идеята, а така примитивно да копираме автомобил плътно до „желязо“. Така се роди Москвич-2141. | ” |

Бившият генерален конструктор в АЗЛК от този период Ю. А. Ткаченко в своите спомени за този етап на проектиране на автомобила дава малко по-различно описание на събитията:
| “ | Аз ръководих разработката на „Москвич-2141“ в качеството си на главен конструктор на АЗЛК от началото на създаване на модела до завършване на приемните изпитания през (1977 – 1984 г.). По мое предложение взехме модела „Симка-1308“ в качеството на прототип-носител на агрегати. Зад граница тази практика е широко разпространена. Тези модели се наричат „мулета“. ВАЗ широко използваше като „муле“ моделите „Жигули“. Ние нямахме тази възможност, тъй като създавахме машина от нов, по-висок клас. | ” |

Така или иначе прототипът на основата на купе от Simca 1308 с новата предница, в която е бил надлъжно установен двигател от „Москвич-412“, е готов през 1977 година, четири месеца след началото на проектирането. – в завода открито го наричали „Максимкой“  През октомври същата година е демонстриран пред ръководството на стадион АЗЛК и е одобрен за разработка.

### Конструктивни особености
Предната част на „Симката“ е разчетена на напречно разположен силов агрегат и не е подхождала за установка на наличните в производство в СССР двигатели поради техните големи габарити. Освен това „фирменото“ торсионно предно окачване на Chrysler, изпълнено по образец на американската корпорация, е било доста непривично решение за инженерите от АЗЛК.
Затова при проектирането на купето за основа взимат купето на „Симка“ от предните стойки на капака – и тази част в значителна степен съхранява своите общи външни очертания. Любопитно е, че дизайнът на предницата във финалния си вид е напомнял за прототипа на „Москвич“ серия „С“ – С-3, тоест, собствените разработки на АЗЛК все пак са използвани в някаква степен.
Съвършено различна е и конструкцията на задното окачване – избрано е окачването от прототипа на „Москвич“ серия „С“ – полунезависими балки с вити пружини (много широко разпространена в тези години конструкция, произхождаща от автомобилите VAG), вместо по-скъпото, но и по-устойчиво независимо торсионно окачване на „Симката“, и това обуславя значителни отличия в конструкцията на дъното и задната част на купето в района на пода на багажния отсек. Придържането към формата на задната част от френския прототип не дава възможност да се ползва разработената задница с подобрена аеродинамика на „С3“, – в частност само едно неголямо (5 – 10°) намаление в ъгъла на наклона на задната стена на купето би позволило значително снижаване на коефициента на съпротивление..
Между другото характерът на наклона в купето на новия „Москвич“ е бил такъв, че задното стъкло – в отличие от хетчбека на ВАЗ – практически не се пръска и цапа при каране и по тази причина в базовата комплектация няма задна чистачка. От френската автомобилна школа е взета и идеята за поставената под пода на багажника на резервна гума.
Количеството внесени в купето на „Симката“ изменения са били толкова много, че както потвърждава генералния конструктор Ю. А. Ткаченко:
| “ | Новите агрегати, трансмисия и шаси наложиха разработката на нова основна рама на купето. За многото различия може дълго да продължим (да говорим), но навярно по-просто е да кажем, че от „Симката“ бе останало: част от елементите в конструкцията на капака и профилите на уплътнителите на стъклата. | ” |

По тази причина не е имало никакви претенции за нелицензионно използвана интелектуална собственост към АЗЛК – това е потвърдено и с документи във всички промишлено развити страни в света, в това число и Франция (макар че след европейската премиера на модела в пресата все пак възниква полемика за възможната връзка с продукцията на „Симка“).
В сравнение с предишните модели на АЗЛК, чиято конструкция е от края на шестдесетте години, М-2141 безусловно е бил голям напредък. Но и по сравнение с бюджетните автомобили чуждо производство поне в началото не е отстъпвал. Такива решения, като петстепенната скоростна кутия, четиринадесетцоловите джанти, относително голямата колесна база, широкото купе тип „хетчбек“, предно окачване Макферсон и полузависимо задно тип „torsion-crank“, реечно кормилно управление и интегрирани „обемни“ пластмасови брони в началния момент на производство (1986 г.) са много модерни.
Приложените в автомобила конструктивни решения са позволили даже въпреки използваните остарели силови агрегати да се постигне снижение на теглото и разхода на гориво в сравнение със „Симката“, да се подобри проходимоста поради увеличения просвет и доброто натоварване на предните колела.

### Модели
Наред с базовия модел с купе „хетчбек“ е била разработена и модификация на „седан“ – „Москвич-2142“, но работите по него се водят вече на основата на готовия хетчбек и това съществено затруднява работата над автомобила. Игор Зайцев си спомня:
| “ | Ние воювахме с началството: не може така да се проектират автомобили. Всички модификации трябва да се създават паралелно: и хетчбек, и седан, и универсал. А когато почнеш така да догонваш – нищо не се стикова! | ” |

В резултат тези модели така и не са пуснати в масова серия, били са построени само определено количество прототипи и опитни образци, част от които впоследствие попадат в ръцете на индивидуални купувачи. В производство са били пуснати само известно количество автомобили с купе „пикап“, с ресорно – зависимо задно окачване.
От 1998 до 2001 г. се е произвеждала модернизирана версия „Москвич-2141-02“, известна под името – „Москвич Святогор“. Благодарение на новите фарове от фирма „Hella“, външността на автомобила става по-привлекателна на фона на вносните модели от средата на деветдесетте години.
Поради липсата на собствен двигател с удоволетворителни характеристики, ръководството на ОАО „Москвич“ решава да използва мотор F3R272 на фирма Renault, с обем 2 л (модификация −214145 „Святогор“ – 104,5 л.с. (брутто – 113 л.с.)). Съвременният френски двигател значително подобрява динамичните и скоростни характеристики на автомобила. По-мощният двигател „повлякъл“ след себе си изменения в трансмисията и спирачките – надеждните и съвременни вносни аналози (използват се сцепление на Valeo и вакуумен усилвател за спирачките от фирма Lucas). Освен това М-214145 е и с намален клирънс. Значителна част се е произвеждала и с модернизираната версия 1,8-литрови двигатели ВАЗ-2130 и УЗАМ-3313/3318, тъй като използваните импортни детайли (които в себестойността на автомобила съставляват над 50%) след дефолта в 1998 г. правят производство му икономически неизгодно. Загубата на всяка рубла от произведен „Москвич Святогор“, (по данни на списание „За рулём“), в края на деветдесетте години са до 136 копейки! По изявления на общинските власти, разликата от 36 коп. на автомобил се компенсира „от градския бюджет“ (заводът принадлежи на общината около 60%), тоест производството на „Москвичи“ по това време се дотира.
През 2000 г. работата по създаване на перспективните автомобили Москвич-2143, Москвич-2144 и Москвич-2139 фактически спира, за да отстъпи място за новата концепция на ръководството на завода, предполагаща преход към малкосерийно производство на скъпи автомобили от бизнес класа (сегмент Е) на платформата на Москвич-2141/ Москвич-2142 – Юрий Долгорукий, „Князь Владимир“, „Калита“ и „Дуэт“.
Тази програма напълно закономерно претърпява пълен крах, тъй като предприятието, разчетено за пуск на хиляди масови автомобили, не могло да покрива своите разходи само за сметка на епизодични продажби на малкосерийни „луксове“, при това създадени на остарялата платформа на непрестижен масов автомобил.
В 2001 г. заводът произвежда последните комплекти автомобили и окончателно спира.

### История на Москвич „Алеко“ в България
През есента на 1965 г. между България и СССР е подписана спогодба за икономическо сътрудничество за периода 1966 – 1970 г., според която до края на 1968 г. завод „Балкан“, Ловеч трябва да бъде напълно окомплектован и готов за монтаж на 15 000 леки автомобила Москвич 408 годишно.
През февруари 1987 г. членове на ръководството на завод „Балкан“, водени от тогавашния директор инж. Балджиев, посещават АЗЛК във връзка с монтажа на новия модел Москвич 2141. По време на разговорите от българска страна е изявено желание за преминаване към прогресивен монтаж на 40% от детайлите на автомобила, при годишна доставка на 50 000 комплекта, но тогавашният главен директор на АЗЛК, Коломников казва, че осигуряването на това количество е невъзможно. Нашите експерти стигат до извода, че усвояване на бъдещото производство на „Москвич“ 2141, на базата на предлаганите от руснаците серии от 15 000, максимум 20 000 комплекта годишно няма да бъде рентабилно и на него не може да се разчита.
Така в периода 1988 – 1990 г. в Ловеч пристигат последните три серии от по 10 – 12 хиляди комплекта „Москвич“ 2141, след което договорът с АЗЛК е окончателно преустановен. (Още през 1988 г. председателят на Стопанския съвет при Министерския съвет Огнян Дойнов води преговори с министъра на автомобилната промишленост на СССР за организиране на кооперирано производство на Заз 1102 „Таврия“, в резултат на което в завод „Балкан“ да започне монтажа на 50 хил. автомобила годишно. Не след дълго обаче политическата ситуация в Източна Европа е коренно променена и преговорите със ЗАЗ са прекратени). Този модел е модификация на „Москвич 21412“.